# 深夜秀 (哥伦比亚广播公司)
《深夜秀》（英語：The Late Late Show）为美国哥伦比亚电视台于1995年所推出的晚间脱口秀节目，第一任主持为Tom Snyder，到1999年由Craig Kilborn接任，再到2004年由克雷格·费格斯担当主持人，2015年3月起由占士·高登接任並主持至今，最后一集于2023年4月27日播出。
香港免費電視頻道ViuTVsix獲得本節目的播映權，並由2019年4月5日開始，逢星期五晚上十點半播映；其後因同步直播《2019 中國好聲音》而暫時改為逢星期五晚上十一點正播映（甚或延遲播映）。現時改為逢星期三及五晚上九點半播映。Blue Ant Entertainment播放名称：占士登場。

## 费格斯时代风格
上一代主持费格斯的主持风格为将某个事件搞恶化或者搞笑化，当主持人或任何嘉宾说脏话的时候，一幅旗会挡住嘴并播放搞笑屏蔽音。